# Cristina Brondo
Cristina Brondo Muñoz (Barcelona, 16 de enero de 1977) es una actriz española.

## Biografía
Empezó a los 14 años haciendo publicidad mientras entregaba currículum en varias escuelas. Su estreno en televisión fue a los 16 años en la serie Poblenou (TV3), donde consiguió gran popularidad interpretando a Claudia, personaje por el cual aún se la recuerda. En 2003 protagonizó la serie 16 dobles también en la televisión catalana, interpretando a Lídia Bofill.
Se licenció en Interpretación, Voz y Arte en movimiento en la escuela de Nancy Tuñón. También estuvo en las escuelas de Manuel Lillo y Eulalia Blasi.
En cine debutó en La camisa de la serpiente de Antonio Pérez Canet en 1996, para luego en 1998 participar en El far de Manuel Balaguer.
Tuvo un papel secundario al principio de la película en la taquillera Entre las piernas de Manuel Gómez Pereira. Con Lola vende cá de Lorenzo Soler consiguió uno de sus papeles protagonistas que más le costó hacer, ya que estuvo cerca de dos meses yendo al barrio de La Mina en Barcelona y relacionándose con los gitanos para poder entenderlos y llevar su papel a mejor puerto. En Una casa de locos de Cédric Klapisch fue la seleccionada para interpretar a la representante española en esta internacional y reconocida película, fuera de España.
En el 2004 protagonizó la película Hipnos, de David Carreras, interpretando a una joven psicóloga y donde el terror se apodera de todos.

## Filmografía

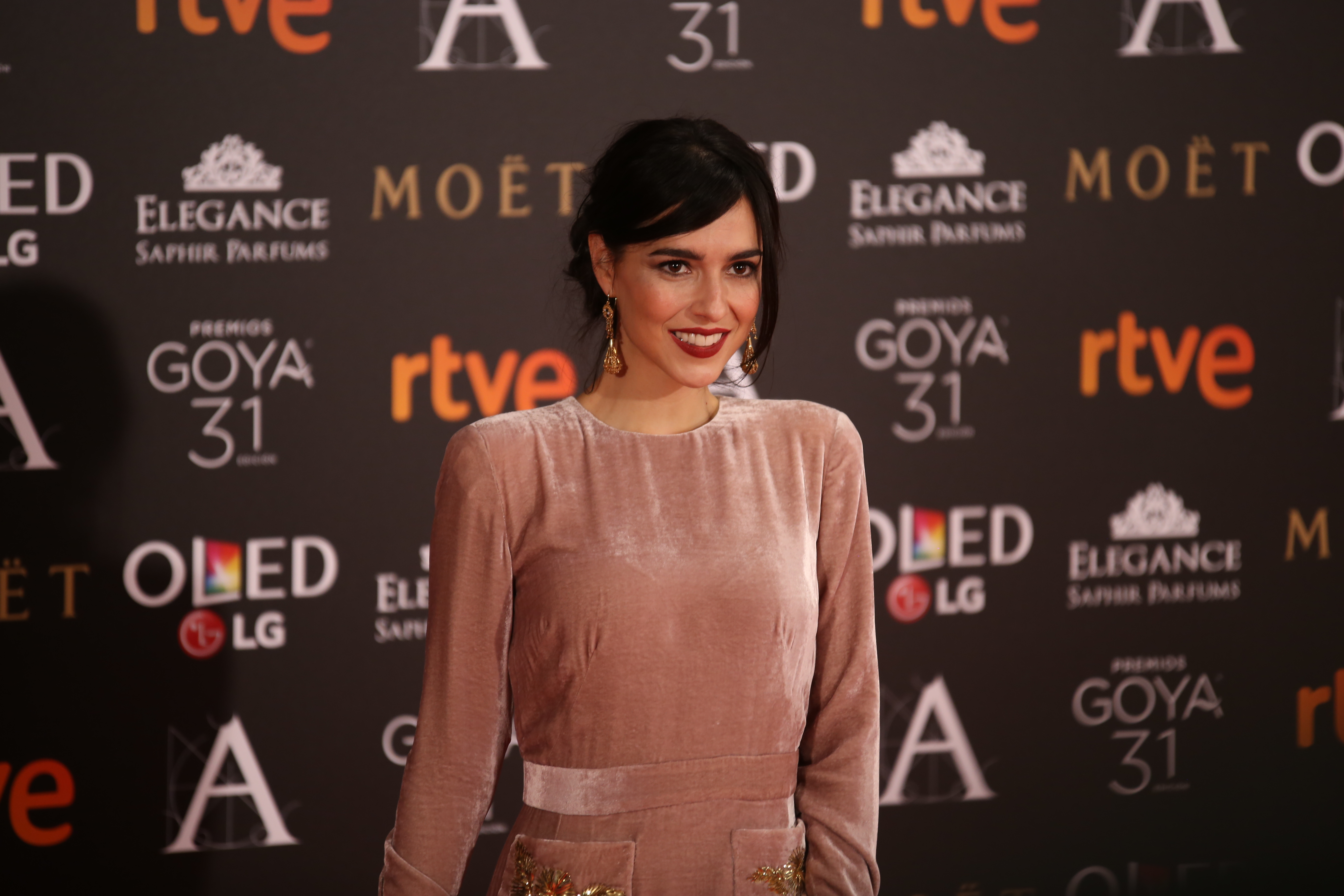
Cristina Brondo en los Premios Goya 2017

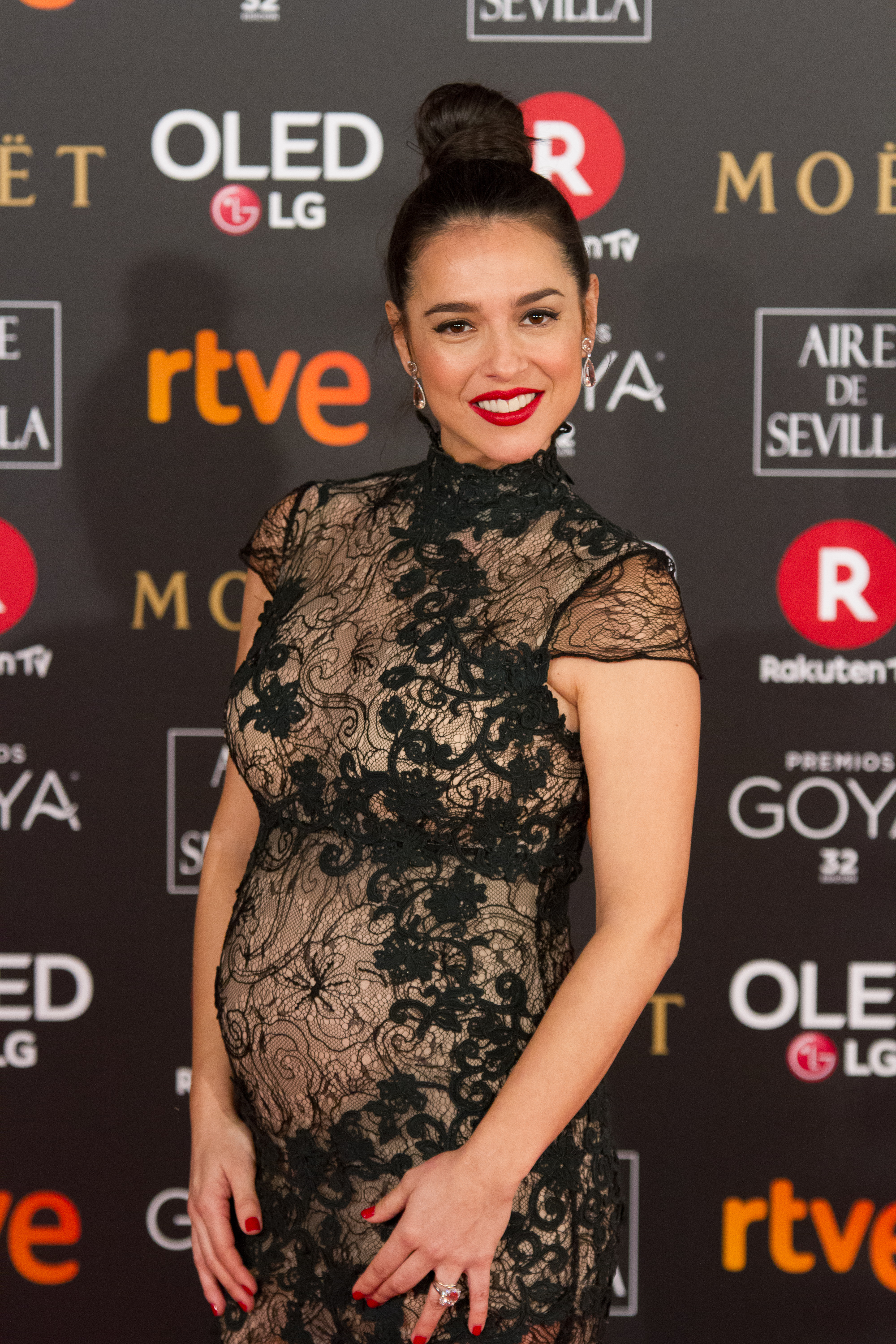
Cristina Brondo en los Premios Goya 2018

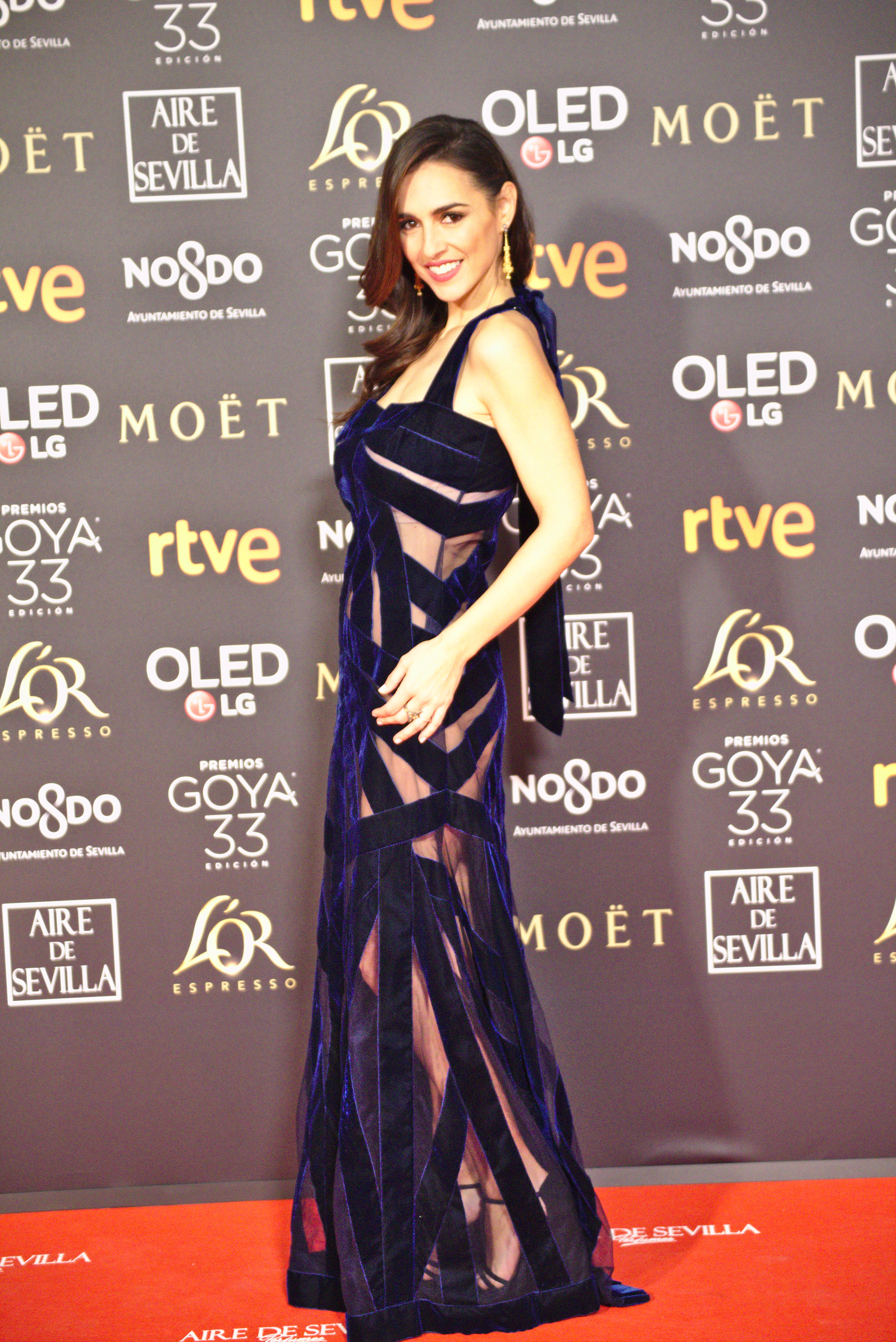
Cristina Brondo en los Premios Goya 2019

## Filmografía[3]

### Series de Televisión
- 1994: Poblenou como Clàudia en TV3.
- 1995-1996: Rosa (secuela de Poblenou) como Clàudia en TV3.
- 1996-1996: Isabel como Isabel en Telecino.
- 1999-2000: El comisario como Lucía en Telecinco.
- 2003: 16 dobles como Lídia Bofill en TV3.
- 2005-2006: Maneras de sobrevivir como Cris en Telecinco.
- 2006: Divinos como María en Antena 3.
- 2007-2009: Herederos como Cecilia Paniagua en La 1.
- 2010: La isla de los nominados como Daniela en Cuatro.
- 2011: Los misterios de Laura como Eva en La 1.
- 2013: Gran Hotel como Beatriz en Antena 3.
- 2014-2015: B&b, de boca en boca como Verónica "Vero" Camacho en Telecinco.

### Telefilmes
- 2003: Sincopat como Bianca
- 2005: ¿Te gusta Hitchcock? como Arianna
- 2007: Vida de familia como Vanesa en TV3.
- 2010: Vuelo IL 8714 en Telecinco.
- 2013: El Rey como Sofía de Grecia en Telecinco.

### Cine
- 1999: Entre las piernas como Luisa.
- 2000: Aunque tú no lo sepas como Lucía.
- 2001: No te fallaré como María.
- 2002: Una casa de locos como Soledad.
- 2003: Diario de una becaria como María .
- 2004: Hipnos como Beatriz
- 2005: Mola ser malo como Camarera.
- 2005: Como mariposas en la luz como Laia.
- 2005: Las muñecas rusas como Soledad.
- 2007: Body Armour como Catherine Maxwell.
- 2007: ¿Y tú quién eres? como Ana.
- 2008: El juego del ahorcado como Dolo.
- 2010: 18 comidas como Nuria.
- 2011: Penumbra como Marga.
- 2014: Perdona si te llamo amor como Susana